# Scaphoideus liui
Scaphoideus liui är en insektsart som beskrevs av Li och Wang 2002. Scaphoideus liui ingår i släktet Scaphoideus och familjen dvärgstritar. Inga underarter finns listade i Catalogue of Life.